# جروتریا
جروتریا (به ایتالیایی: Grotteria) یک کومونه در ایتالیا است که در استان رجو کالابریا واقع شده‌است.

## خصوصیات
جروتریا ۳۷٫۹ کیلومترمربع مساحت و ۳٬۳۸۱ نفر جمعیت دارد و ۳۰۰ متر بالاتر از سطح دریا واقع شده‌است.